# Batthyány Boldizsár (étekfogómester)

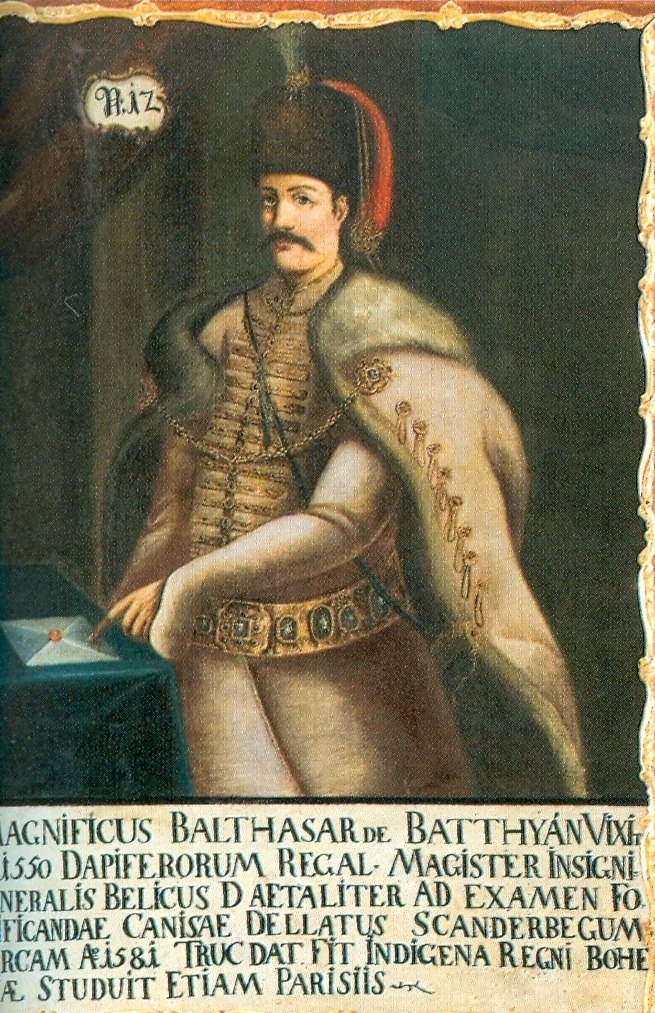
Batthyány Boldizsár

Németújvári Batthyány III. Boldizsár (Németújvár?, 1542–Rohonc, 1590), királyi étekfogómester, 1568-ban dunántúli főkapitány, királyi tanácsos, humanista műveltségű nyugat-magyarországi főúr, könyvgyűjtő, alkimista, mecénás és hadvezér.

## Élete
A főnemesi németújvári Batthyány család sarja. Apja németújvári Batthyány Kristóf (fl.. 1500–1570), hadvezér, földbirtokos, anyja Svetkovics Erzsébet. Az apai nagyszülei Batthyány II. Boldizsár (fl. 1491–1525), II. Lajos királyi kamarása (1520), földbirtokos, és a jómódú budai polgári származású Mulner Katalin (fl. 1509) voltak. A Batthyány családnak a szerencséjét Batthyány Boldizsár étekfogómesternek a dédapja Batthyány I. Boldizsár (†1520) alapozta meg, aki ügyes birtokszerző volt, és magasabb tisztségeket is betöltött; volt jajcai bán és alországbíró is; két fia Batthyány I. Boldizsár királyi kamarás és Batthyány I. Ferencnek (1497–1566) horvát bán  született. Az utóbbinak, Batthyány Ferencnek a Svetkovics Katalinnal kötött házassága gyermektelen maradt, udvarukban azonban sok korabeli nemesi család tagja töltötte tanulóévei egy részét.
Batthyány I. Ferenc unokaöccse, Batthyány I. Boldizsár királyi kamarásnak a fia, Batthyány Kristóf (fl. 1500–1570) 1537-ben Svetkovics Erzsébetet (†1571, Torony), Mária királyné udvarhölgyét vette feleségül. Házasságukból két fiú született, III. Boldizsár és Gáspár (†1561/62). A két fiú nevelését Antalffy Laztessinus Mihály, majd Pomagaics Mihály, végül Faddi Bálint (Valentinus Faddinus) praeceptorokra bízták, akik elkísérték őket Zágrábba és Grazba, ahol több kortársukkal együtt tanultak. Egy korai levél tanúsága szerint Pomagaics szerettette meg vele a növényeket, és a botanikát. Gáspár néhány évet Padovában töltött Sigmondich Péter praeceptor társaságában, de erre az útra a korábbi feltételezésekkel ellentétben Boldizsár nem kísérte el. Gáspárnak és Boldizsárnak korán megromlott a kapcsolata szüleivel (és szüleinek egymással), úgyhogy amikor testvére halálával Boldizsár maradt a hatalmas családi birtokrendszer és rang majdani egyedüli örököse, nagy-nagybátyja, Batthyány I. Ferenc különösen fontosnak tartotta, hogy egy, az udvarban otthonosan mozgó, az uralkodóval jó viszonyt ápoló fiatalember váljon belőle. Ehhez elengedhetetlennek tartotta, hogy kiválóan beszéljen németül és latinul (ezeket a nyelveket addigra magabiztosan használta), és járatos legyen az udvari etikettben, valamint szerteágazó kapcsolatrendszert építsen ki hasonló rendű és rangú kortársaival. Bár apja, Kristóf, Boldizsárt is szerette volna Padovába küldeni, Ferenc inkább az udvari „forgolódás” fontosságát hangsúlyozta. Így 1556-tól Boldizsár pár évig Bécsben volt, ahol apródként szolgált, majd nagy-nagybátyja elszerezte a fiút Franciaországba, ahol a királyi pár, II. Ferenc és Stuart Mária udvarához tartozott, és a katolikus Guise hercegek, Charles de Guise és François de Guise szolgálatában állt. 1559 végén I. Ferdinánd ajánlólevelével a zsebében indult útnak, és csak 1561-ben tért haza. Apródsága alatt saját szemével láthatta a francia vallásháborúk rettenetes valóságát, a kudarcba fulladt Amboise-i összeesküvés kitervelőinek embertelen kivégzését, a hugenották üldözését. Boldizsárt szülei nagy valószínűség szerint lutheránusnak nevelték, de elképzelhető, hogy később a kálvinizmushoz húzott. Udvari prédikátora ugyanis Beythe István volt, akit már pályája elején kripto-kálvinizmussal vádoltak, fia, Batthyány II. Ferenc pedig már nyíltan kálvinistának vallotta magát. Boldizsárnak Párizsban alkalma lehetett személyesen megismerkedni a helyi protestáns közösség prominens tagjaival, akik a Wechel (Andreas Wechel és Chrétien Wechel) nyomdászcsalád házában jártak össze. Köztük lehetett Carolus Clusius flamand botanikus is, akivel később is jó kapcsolatot ápolt. A korábbi szakirodalom úgy tartotta, hogy párizsi tartózkodása idején Boldizsár felkereste II. Lajos özvegyét, Mária magyar királynét Németalföldön, de erre 1559 és 1561 között nem kerülhetett sor, mivel Mária 1558-ban meghalt. Valószínűleg járt azonban Flandriában pár évvel korábban, 1556-ban, Svetkovics Katalin legalábbis azon fáradozott, hogy a fiút beajánlja Őfelsége kíséretébe. Máriával ekkor is csak 1556. szeptember 13-a előtt találkozhatott, mivel azután az özvegy királyné elhajózott Spanyolországba. 1565-ben eljegyezte Zrínyi Dorottyát (Dorica) (1550–1620), Zrínyi Miklós egyik lányát, az esküvőt pedig 1566 februárjában tartották Monyorókeréken (Eberau). A magyaron, a németen és a latinon kívül olaszul, spanyolul, franciául és horvátul is beszélt.

## Tisztségei, katonai pályája
1555-ben Károly főherceg udvarában szolgál, majd 1559-ben lovagi ifjú (Edelknabe) I. Ferdinánd udvartartásában. 1560-61-ben a francia királyi udvarban a Guise hercegek szolgálatában találjuk. Batthyány I. Ferenc már 1562-ben úgy hivatkozik rá mint a cseh király étekfogójára. 1563-ban újra I. Ferdinánd udvartartásának tagja. 1564–66-ban pohárnok II. Miksa udvartartásában. 1564-től a haláláig viselte a magyar királyi tanácsos címet. 1568-tól szintén a haláláig magyar királyi étekfogómester. 1568-ban három hónapig dunántúli főkapitány volt. Rendszeresen szervezett és részt vett határmenti törökellenes portyákban többnyire Zrínyi IV. György és Nádasdy Ferenc oldalán, holott ezt az uralkodó többször is megtiltotta. 1578-ban Kanizsánál, 1580-ban pedig a gobornoki vár romjainál, a portyázó pozsegai Szkander bég seregét verték meg Veit von Hallegg vend végvidéki generálissal kiegészülve, és számtalan hadifoglyot is ejtettek. 1583-ban is sikeres katonai akciót hajtottak végre, a legemlékezetesebb győzelmet azonban Hans Friedrich von Trautmannsdorf seregeivel közösen Sárkánysziget-Kacorlaknál, Kanizsa mellett vívták ki, ahol Sehszüvár (Sasvár) szigetvári bég hatalmas csapatai felett diadalmaskodtak.

## Németújvár
Németújvári udvara szellemi központ volt, mely külföldi és hazai vendégeket egyaránt vonzott. Johannes Manlius vándornyomdája pár évig az ő fennhatósága alatt és az ő segítségével működött itt. Tudományos központjában jelentős, nagyjából ezer kötetre rúgó, korszerű könyvtárat alakított ki. A könyvtár megmaradt darabjainak nagy része ma a németújvári ferences rendi kolostor könyvtárában található. Levelezéssel számos humanista, orvos, és hozzá hasonló tudományos érdeklődésű főúrral tartotta a kapcsolatot, ezek között találjuk a bécsi koszorús költőt, Elias Corvinust, a stájer Felician von Herberstein grófot, Joannes Homelius Secundus és Nicolaus Pistalocius doktorokat is. Az egyházi szolgálatot neves protestáns prédikátorok látták el.

## Könyvtára
Mivel édesapja is könyvszerető ember volt, Batthyány már ifjúkorában is rendelkezett könyvekkel, és néhány levelében maga kér apjától olyan munkákat, melyek a tanulmányaihoz nyújtottak segítséget, mint például Melanchthon Grammaticája. Tudatos és rendszeres könyvgyűjtése azonban az 1570-es években kezdődött, onnantól rendszeresen rendelt és kapott könyveket németújvári könyvtárának kialakulásában a bécsi Hiller Erhardt és Jean Aubry továbbá egy grazi könyvkereskedő segítette. Jean Aubry a Wechel kiadó- és nyomdászdinasztia utolsó tagjaként került a bécsi udvarhoz. A Batthyánynak küldött, hordókba csomagolt könyvek közé Aubry számos olyan kiadványt is rejtett, melyeket a bécsi titkosszolgálat betiltott. Ezzel hozzájárult megrendelőjének informáltságához, széles politikai látóköréhez. A könyvszámlákhoz mellékelt levelekben ezért határozottan kéri a főurat, hogy ezeket a műveket ne adja át másnak. Batthyány élénk érdeklődést mutatott a naptárak iránt, amelyek a korban oly divatos asztrológia tudományának fontos eszközei voltak. Könyvtárát tematikailag teológiai, politikai, jogtudományi, természettudományi, orvostudományi, történelmi, földrajzi, bölcseleti, szépirodalmi témájú művek alkotják, de a retorika, a nyelvtudomány és a hadtudomány is képviselteti magát. Különösen érdekelték a francia vallásháborúkról szóló munkák, melyeket eredeti nyelven olvasott, és jelentős csoportot tesznek ki az alkímiával foglalkozó művek, köztük Paracelsus és követőinek munkái, valamint az ezekkel szemben kritikus szerzők könyvei.

## Batthyány és Clusius
Kapcsolata a botanikussal az 1570-es és 1580-as években vált szorosabbá. II. Miksa utódja, Rudolf kevésbé tűrte a protestánsokkal szimpatizálók tevékenykedését az udvar körül, ezért Clusiust elbocsátották állásából. Batthyány Boldizsár ezután többször meghívta birtokára, gyűjtő munkájához pedig segítőtársakat rendelt, és maga is elkísérte néhány növénygyűjtő útjára. Mindkettőjüket érdekelte az antikvitás, így megesett, hogy Batthyány antik érméket küldött Clusiusnak fizetség gyanánt. A munka eredményét a Nomenclator Pannonicust, Batthyány Johannes Manlius műhelyében nyomtatta ki.

## Házassága és leszármazottjai
Batthyány III. Boldizsár és Zrínyi Dorica házasságából legalább hét gyermek született, de közülük csak hárman érték meg a felnőttkort:
- gróf Batthyány II. Ferenc (1573. július 26.-1625), lovászmester, Sopron vármegye főispánja. Neje gróf Lobkowicz Poppel Éva (†1640).
- Batthyány Katalin (1576 február-1596. január 22.) Férje rimaszécsi Széchy III. Tamás (†1618).
- Batthyány Dorottya (1584 június vége-1607). Férje Török István